# راس بارنت
راس رابرت بارنت (Ross Robert Barnett) (زادهٔ ۲۲ ژانویه ۱۸۹۸ – درگذشتهٔ ۶ نوامبر ۱۹۸۷)، از ۱۹۶۰ تا ۱۹۶۴ میلادی فرماندار میسیسیپی بود. وی از اعضای معروف دکسیکرات‌ها بود، دموکرات‌های جنوبی که از جدایی نژادی در ایالات متحده حمایت می‌کردند.

## اوایل زندگی

### پس‌زمینه و تحصیلات
بارنت در استندینگ پاین در شهرستان لیک، میسیسیپی بدنیا آمده و کوچکترین فرزند از ده فرزند جان ویلیام بارنت، کهنه‌سرباز ارتش مؤتلفه و ویرجینیا آن (نام تولد: چادویک) بود.
وی در جریان جنگ جهانی اول در ارتش ایالات متحده خدمت کرد، پس از آن شغل‌های مختلف را انجام داده و همزمان مدرک لیسانس خود را در ۱۹۲۲ میلادی از کالج میسیسیپی در کلینتون کسب کرد. چهار سال بعد وی مدرک لیسانس حقوق (ال‌ال‌بی) خود را از دانشگاه میسیسیپی در آکسفورد کسب کرد، جاییکه وی برای دانشجویان کلاس اول تدریس نیز می‌کرد.
بخاطر اینکه بتواند پول پس‌انداز نماید، وی به عنوان مستخدم مدرسه، آرایشگر، تنظیم کننده سازهای موسیقی و فروشنده خانه به خانه محصولات ویرور آلومینیوم کار کرد.

### حرفه حقوقی
زمانی که وی هنوز دانشجوی دانشگاه میسیسیپی بود، نخستین پرونده حقوقی خود را پیش برد که در مورد حق تصرف یک گاو بود، پروندهٔ که وی آنرا برنده شده و ۲٫۵۰ دلار فیس دریافت کرد؛ نخستین پرونده واقعی وی به عنوان وکیل مدافع، وکالت از یک زن سیاه‌پوست بود که بخاطر ارزش یک زین زنانه همسر خود را به دادگاه کشانده بود، وی این پرونده را در دادگاه ابتدائی باخت اما در دادگاه شهرستان برنده شده و توانست ۷٫۵۰ دلار برای خود کسب کند.
پس از مدتی تلاش و ناکامی در پیدا کردن کار در یک بنگاه حقوقی موجود، وی جایی را در نزدیکی دفتر حقوقی چارلز کریسلر اجاره کرد و به زودی بنگاه حقوقی خود را تأسیس نمود؛ بارنت طی دو و نیم دهه آینده به یکی از موفق‌ترین وکلای مدافع ایالت تبدیل شد، وی در پرونده‌های خسارت در مقابل شرکت‌های بزرگ تخصص داشت و بیش از ۱۰۰۰۰۰ دلار سالانه درآمد بدست می‌آورد. بیشتر مشتریان وی سفید پوستان و سیاه پوستان فقیر بودند؛ داستانهای نیز گفته می‌شود که زمانی یک مرد سیاه‌پوست در حادثه ترافیکی مجروح شد و وقتی که از وی پرسیده شد تا با کدام دکتر تماس بگیرند، وی جواب داد با «دکتر راس بارنت».
رابرت فیرلی، رئیس مدرسه حقوق دانشگاه میسیسیپی، وی را چنین توصیف نمود: «وی یک وکیل ماهر نبود، اما وی در تحت تأثیر قراردادن هیئت منصفه خیلی ماهر بود، به هر حال من فکر نمی‌کنم هرگز کسی راس را متهم به ندانستن قانون کرده باشد».
وی اغلب مهارت‌های خود را وقف آرمانهایش می‌کرد و از ۱۹۴۳ میلادی به بعد برای دو سال به عنوان رئیس انجمن وکلای میسیسیپی خدمت کرد.

### زندگی شخصی
بارنت در ۱۹۲۹ میلادی با یک معلم مدرسه، مری پرل کراوفورد، ازدواج کرد و حاصل همزیستی طولانی مدت این زوج دو دختر و یک پسر بود.

## زندگی سیاسی

### قدم‌های اولیه
بارنت با پولی که از حق‌الوکاله‌های خود بدست آورده بود سعی کرد تا وارد حوزه سیاست شود، وی دو بار به عنوان نامزد دموکرات در ۱۹۵۱ و ۱۹۵۵ میلادی در انتخابات فرمانداری میسیسیپی شرکت کرد، اما ناموفق بود. در آن روزها، میسیسیپی یک ایالت تک-حزبی و تحت تسلط دموکرات‌ها بود و انتخابات مقدماتی دموکرات تنها مبارزه معنی‌دار شمرده می‌شد.
وی در سومین تلاش خود در انتخابات ۱۹۵۹ توانست نامزدی در انتخابات مقدماتی را قطعی نماید و کارزار انتخاباتی وی غالباً بر جدایی نژادی و چاپ بروشورهای تبلیغاتی با متن «رهبری پویا – حفظ جدایی نژادی و بهبود استاندارد زندگی مان» و اظهاراتی چون «سیاه‌پوستان متفاوت هستند، چون خدا آنها را متفاوت خلق کرده‌است تا آنها را مجازات نماید. پیشانی وی بزرگ و سیاه است. بینی وی متفاوت است. لب وی متفاوت است و رنگ وی که به یقین متفاوت است» استوار بود.
هیچ جمهوری‌خواه حتی در انتخابات ثبت نام نکرد و بارنت در انتخابات سراسری هیچ رقیبی نداشت. وی در ۱۹ ژانویه ۱۹۶۰ مراسم تحلیف را انجام داد. هنگام خدمت به عنوان فرماندار، وی از جشن صد سالگی جنگ داخلی آمریکا تجلیل به عمل آورد. بارنت به مکان‌های جنگ داخلی آمریکا سفر کرد تا به «فرزندان افول کرده میسیسیپی» ادای احترام کند.

### فرمانداری
در جریان خدمت به عنوان فرماندار، بارنت که یکی از طرفداران سرسخت جدایی نژادی بود، بخاطر جنجال‌های پرهیاهوی خود با جنبش‌های حقوق مدنی که در دوره خدمت وی غالب بودند، معروف شد.
بارنت زمینه بازداشت اعضای جنبش مسافران آزادی را در ۱۹۶۱ میلادی فراهم نموده و آنها را در زندان پارچمن فارم محبوس کرد. هرچند جرم مسافران آزادی ناچیز بود، اما آنها در زندان به‌طور لخت بازرسی بدنی شدند، تخت خواب آنها از آنها گرفته شد و مورد تحقیر و رفتار وحشیانه قرار گرفتند. طبق گزارش‌ها، بارنت به محافظان می‌گفت که «روحیه آنها را بشکنید، نه استخوان‌های آنها را».
اگرچه این رویکرد مورد تأیید ایالت قرار گرفت، اما وی این کارها را بیشتر بخاطر پوشاندن انتقاداتی انجام می‌داد که بخاطر دلایل زیادی متوجه وی بود: ناتوانی در به انجام رساندن وعده اشتغال زایی برای کاریابان؛ انتصاب آشنایان به سمت‌های خالی و تلاش برای رهانیدن ادارات دولتی از چنگ مجلس قانون‌گذاری. بارنت همچنین عضو جنبش سفیدپوستان برتری طلب بنام شورای شهروندان، بود.
در ۱۹۶۲ میلادی، اداره ایالتی مسئول دانشگاه‌ها و کالج‌ها در سطح ایالات، مؤسسات تحصیلات عالی، بارنت را به عنوان رئیس این اداره انتصاب نمود تا وی بتواند در مقابل تلاش‌های جیمز مریدیت برای از بین بردن جدایی نژادی در جاییکه بارنت آموزش دیده بود، دانشگاه میسیسیپی، مقابله نماید. با به مخاطره افتادن اعتبار مدرسه پزشکی ایالت و سایر دانشگاه‌ها بخاطر دخالت‌های سیاسی، هیئت مدیره مؤسسات تحصیلات عالی مجبور گردید تا پس از اغتشاشات در محیط دانشگاه تصمیم خود را تغییر دهد. بارنت به اتهام تحقیر محکوم به پرداخت ۱۰۰۰۰ دلار جریمه و حبس گردید، اما وی هرگز جریمه را نه پرداخت و یک روز را هم در زندان سپری نکرد. دلیل آن این بود که دادگاه استیناف حوزه پنجم ایالات متحده آمریکا بخاطر «پیروی قابل ملاحظه از دستورهای دادگاه» و «بنا بر تغییر در شرایط و اوضاع» این اتهامات را فسخ (مدنی) و مختومه اعلام کرد (جزایی). تنها دو قانون‌گذار میسیسیپی با تلاش‌های بارنت برای عدم پیروی از مقامات فدرال، جو وروتین و کارل وایزنبرگ، مخالفت کردند. وی در ۱۳ سپتامبر گفت که، «هیچ موردی در تاریخ وجود ندارد که نژاد قفقازی از ادغام اجتماعی جان سالم بدر برده‌است. ما از جام نسل‌کشی نخواهیم نوشید».
شبی قبل از شورش ۱۹۶۲ دانشگاه میسیسیپی بخاطر اعتراض به ورود مریدیت به دانشگاه، بارنت سخنرانی شانزده-کلمه‌ای خود تحت عنوان «من میسیسیپی را دوست دارم» را در بازی فوتبال دانشگاه میسیسیپی در جکسون ایراد کرد. شورشیان دانشگاه میسیسیپی با گربه‌های وحشی کنتاکی مسابقه داشتند. ۴۱۰۰۰ هوادار حاضر در استادیوم با تکان دادن هزاران پرچم ایالات مؤتلفه از وی حمایت کردند. در وقت نیمه بازی، یک پرچم غول پیکر ایالات مؤتلفه در میدان بازی به نمایش درآورده شد. جمعیت جمله «ما راس را می‌خواهیم!» را فریاد زدند. بارنت به میدان بازی رفت، میکروفن را با فاصله ۵۰-یارد گرفت و به جمعیت پر جوش و خروش گفت:
من میسیسیپی را دوست دارم! من مردم آنرا دوست دارم! رسم و رواج مان را دوست دارم. من عاشق میراث مان هستم و به آن ارج می‌گذارم.
تا دهه ۱۹۶۰ میلادی، بیشتر شهروندان میسیسیپی جدایی نژادی را به انجیل نسبت می‌دادند. بارنت، معلم باپتیستِ یکشنبه-مدرسه، اعلام نمود که «خدای متعال خود نخستین طرفدار جدایی نژادی بود. او مردان سیاه را در آفریقا گذاشت. … او ما را سفید خلق کرد چون می‌خواست ما سفید باشیم و او می‌خواست تا ما همین‌طور باقی بمانیم». بارنت گفت که میسیسیپی بزرگترین درصد جمعیت سیاه پوستان آمریکایی را داشت، چون «آنها روش زندگی ما را در اینجا دوست دارند، و آن روش جدایی نژادی است».